# الري المصري (السودان)
الري المصري حي سوداني يقع بمنطقة الشجرة جنوبي الخرطوم، ومنطقة الري المصري على امتدادها تعتبر من أكبر أماكن الجذب السياحي والترفيه في الخرطوم، حيث يقصدها الناس من شتى نواحي العاصمة المثلثة الخرطوم، من بحري وأمدرمان وشرق النيل، ورحلات طلاب الجامعات والأصحاب.

## أشهر المعالم
أشهر معالم المنطقة هي تلك الجزيرة الصغيرة العائمة وسط النيل الأبيض غرب تفتيش ري الشجرة، فيتنقل الناس إليها عبر المراكب، وتقام فيها الحفلات، وجلسات الشعر والترفيه والأنس. إلى ناحية الشمال تقف السفن وتمتد على الضفة الشرقية مجموعة من الأشجار المتشابكة حتى منطقة المصائد التي تتبع أيضا للري المصري.
ومن الناحية الاقتصادية تعتبر المنطقة سوقاً رائجة لبائعات الشاي والمشروبات الساخنة، وبائعي التسالي والترمس والفول السوداني والبامبي والتبش والمنقة، والعصائر، وغيرها من المأكولات السريعة والخفيفة